# Mydas militaris
Mydas militaris är en tvåvingeart som beskrevs av Carl Eduard Adolph Gerstäcker 1868. Mydas militaris ingår i släktet Mydas och familjen Mydidae.
Artens utbredningsområde är Arizona. Inga underarter finns listade i Catalogue of Life.